# Margaret Knighton
Margareth Valerie „Marges” Knighton (ur. 14 lutego 1955 w Sheffield), nowozelandzka jeźdźczyni sportowa. Brązowa medalistka olimpijska z Seulu.
Urodziła się w Anglii. Zawody w 1988 były jej jedynymi igrzyskami olimpijskimi. Startowała we Wszechstronnym Konkursie Konia Wierzchowego i brązowy medal zdobyła w konkursie drużynowym na koniu Enterprise. Nowozelandzką drużynę uzupełniali Mark Todd, Tinks Pottinger i Andrew Bennie.